# Barreau de l'Ontario

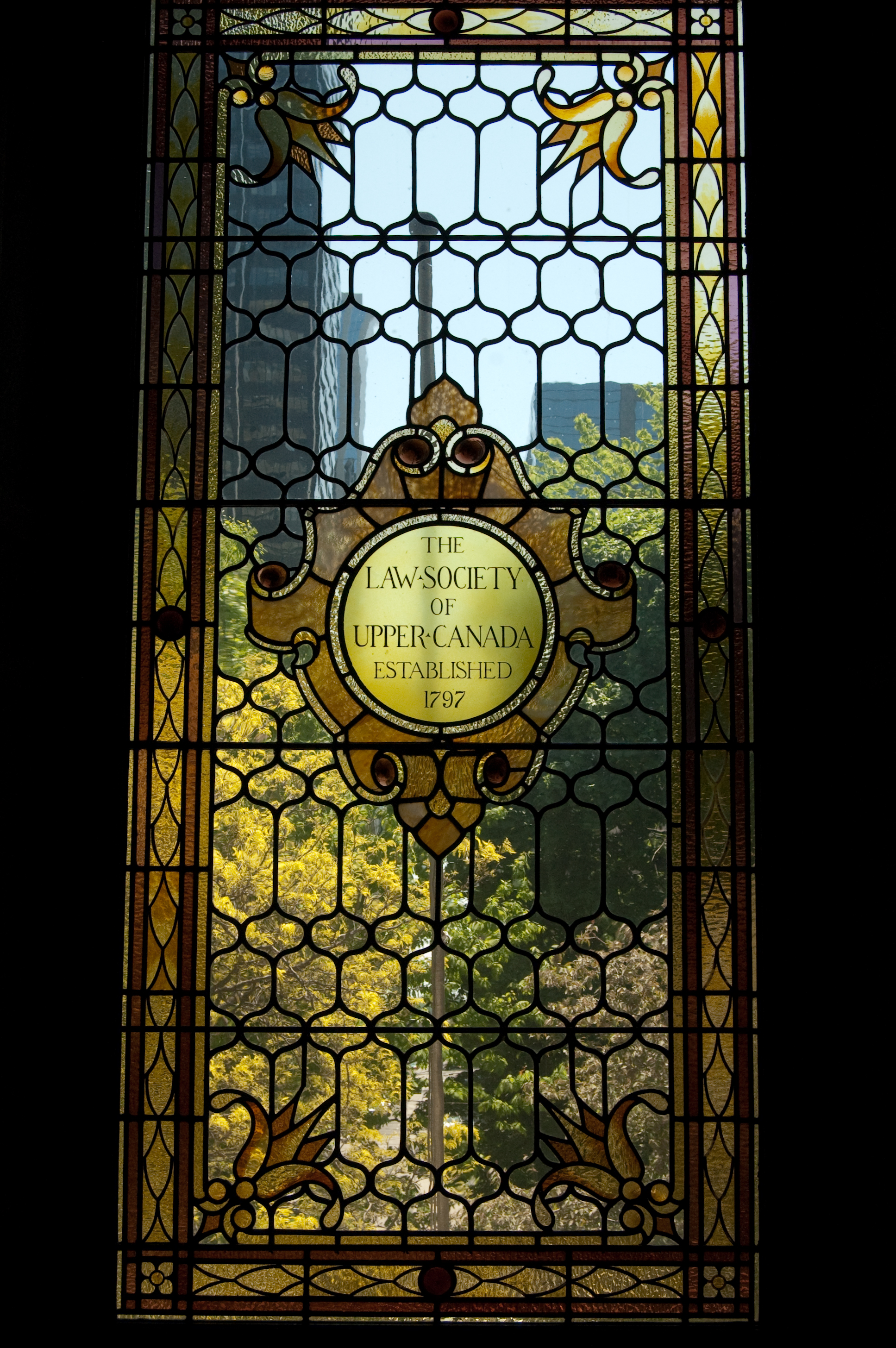
Vitrail dans lOsgoode Hall.

Le Barreau de l'Ontario (en anglais : The Law Society of Ontario), anciennement Barreau du Haut-Canada (en anglais : The Law Society of Upper Canada) avant 2018, est l'organisme responsable de l'auto-régulation des avocats ainsi que des professions para-juridiques dans la province de l'Ontario, au Canada.

## Rôle
Le Barreau de l'Ontario est régi par le Law Society Act, une loi de la législature ontarienne. Il régit les quelque 40000 avocats (barristers et solicitors) ontariens.  Il est chargé d'édicter et d'appliquer des normes de compétence et d'éthique des membres de la profession.  Depuis 2007, il est aussi chargé de régir quelque 2000 membres exerçant des professions para-juridiques.

## Histoire
Le Barreau de l'Ontario est fondé en 1797, dans la colonie britannique du Haut-Canada.  Il est la plus ancienne association d'avocats au Canada.